# Aster solny
Aster solny (Tripolium pannonicum (Jacq.) Dobrocz.) – gatunek rośliny z rodziny astrowatych. Występuje niemal w całej Europie, w północnej Afryce i w Azji (brak go w strefie tropikalnej tego kontynentu), poza tym jest szeroko rozprzestrzeniony jako gatunek introdukowany. W Polsce jest spotykany na rozproszonych stanowiskach na solniskach wzdłuż wybrzeży Bałtyku oraz na Kujawach.
W Holandii młode liście są spożywane jako warzywo.

## Systematyka i nazewnictwo
Gatunek do lat 90. XX wieku tradycyjnie włączany był do wówczas szeroko ujmowanego rodzaju aster Aster. Ze względu na to, że jest bliżej spokrewniony ze stokrotką niż innymi gatunkami astrów, wyodrębniony został w osobny rodzaj – Tripolium. Mimo przeniesienia gatunku do odrębnego rodzaju nie utworzono dla tej rośliny nowej nazwy polskiej, w polskich źródłach wciąż bywa włączany do dawnego, szeroko ujmowanego rodzaju Aster.

## Morfologia

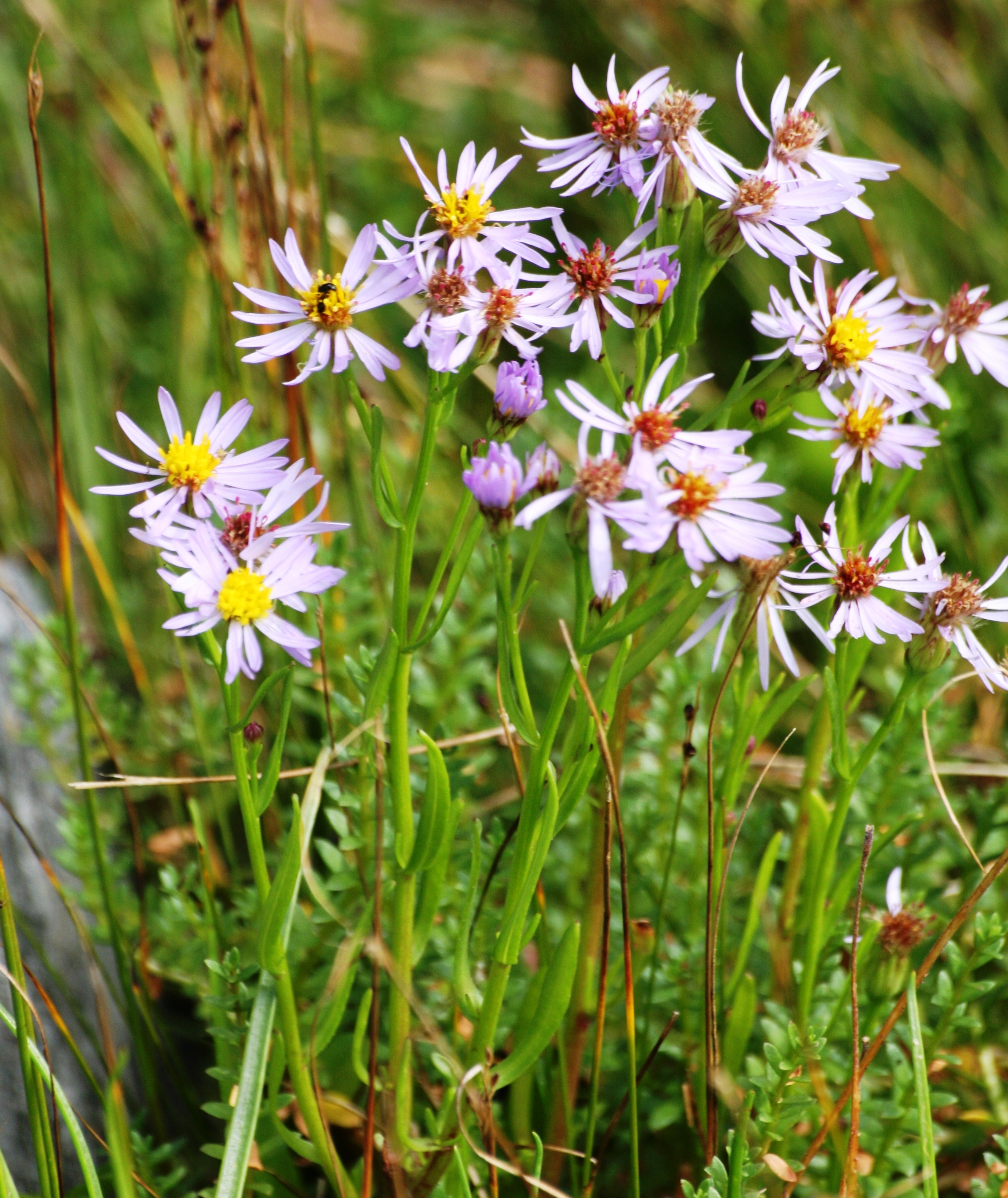
Pokrój

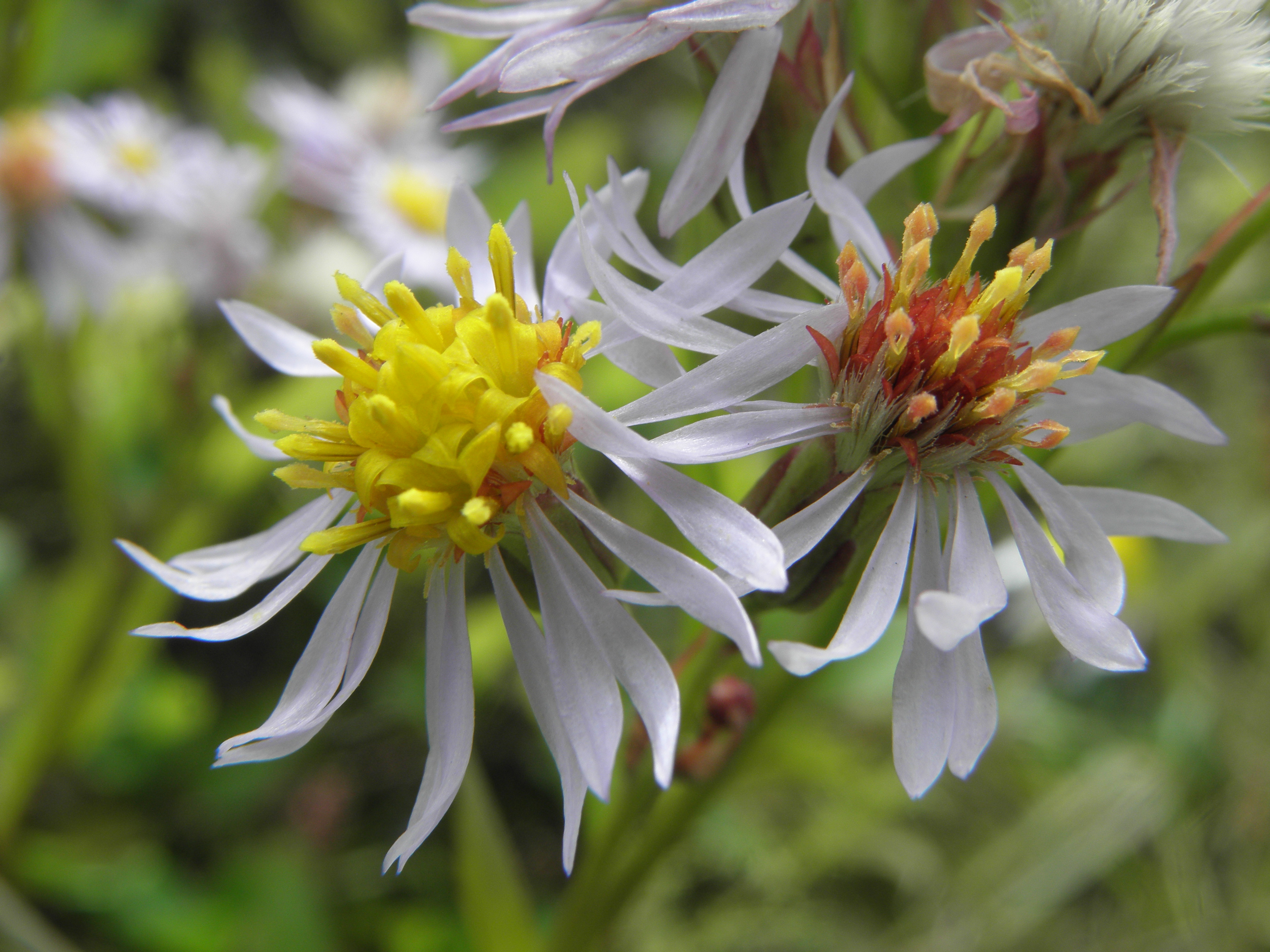
Koszyczki

KorzenieSilnie rozgałęzione, tęgie.
ŁodygaOsiąga do 80 cm wysokości, jest naga i dęta, w dole rozszerzona (osiąga do 1,5 cm średnicy), jest zielona, ale często bywa czerwono nabiegła. Rozgałęzia się w górnej połowie, czasem od nasady. Odgałęzienia są ukośnie wzniesione lub podnoszą się.
LiścieUlistnienie skrętoległe. Dolne liście eliptyczne, na krótkich oskrzydlonych ogonkach, górne wydłużone, siedzące i obejmujące łodygę. Blaszka liściowa mięsista i przeważnie całobrzega, na brzegu ma rzęski lub zadziory.
KwiatyKoszyczki kwiatowe, o średnicy 1–3 cm, wyrastają licznie na szczytach łodyg tworząc baldachogrono. Wewnętrzne kwiaty rurkowate, o długości 5–8 mm, 5-ząbkowe, pomarańczowe. Zewnętrzne języczkowate, liliowe. Jest ich w koszyczku do 15, mają krótką rurkę i języczek o długości 8–11 mm z 2–3 ząbkami na szczycie.
OwoceNagie lub rzadko tylko owłosione niełupki z pappusem złożonym z kilku szeregów włosków o długości 8–12 mm.

## Biologia i ekologia
Roślina dwuletnia, hemikryptofit, halofit. W pierwszym roku życia tworzy tylko rozety liści przyziemnych. W drugim rozwija pędy kwiatonośne. Kwitnie od kwietnia do października, nasiona rozsiewane są przez wiatr. Siedlisko: solniska śródlądowe i nadmorskie. W klasyfikacji zbiorowisk roślinnych gatunek charakterystyczny dla klasy (Cl.) Asteretea tripolium. Liczba chromosomów 2n= 18.

## Zagrożenia i ochrona
Roślina objęta w Polsce od 2004 ścisłą ochroną gatunkową. Zagrożeniem dla gatunku jest osuszanie łąk i zarastanie solnisk, na których występuje, zmiana sposobu gospodarczego użytkowania terenu (np. zaniechanie umiarkowanego wypasu) oraz zarastanie solnisk przez bardziej ekspansywne gatunki, szczególnie glikofilne trawy.
Roślina umieszczona na Czerwonej liście roślin i grzybów Polski (2006) w grupie gatunków wymierających, krytycznie zagrożonych (kategoria zagrożenia E). W wydaniu z 2016 roku posiada kategorię VU (narażony). W Polskiej czerwonej księdze roślin także umieszczona w kategorii VU (narażone).